# Propyria atroxantha
Propyria atroxantha är en fjärilsart som beskrevs av William Schaus 1905. Propyria atroxantha ingår i släktet Propyria och familjen björnspinnare. Inga underarter finns listade i Catalogue of Life.